# ギタルマン
『ギタルマン』は、iNiSにより開発・コーエー（現・コーエーテクモゲームス）により販売された音楽ゲーム。

## キャラクター
各キャラ（一部除く）の姿はPS2版公式サイトのスペシャルカード紹介で。行き方は、INFORMATION→GOODS→スペシャルカード。
U-1（ユウイチ）／ギタルマン
声：今井由香
主人公。ギタルマンの血統者で、戦闘時は「伝説のギタル」を用いて変身しギタルマンとなる。あだ名はU-1。
プーマ／プーマAC30
声：岩田光央
U-1のペットの愛犬。しかし単に愛犬という訳ではなく、ギタルマンと共に戦闘している。「AC30」は戦闘時の名前である。
ピコ
声：豊嶋真千子
U-1のクラスメイトの少女。きつそうな外見だが気は優しいらしく天然、U-1のことにも好印象を持っている様子。
カズヤ
声：石田彰
U-1のクラスメイトの少年でU-1の天敵。「お前にはムリだ!」が決め台詞。
キラ
声：豊嶋真千子
幼いころから英才教育を受けたギタル戦士。 ギタルはU-1と同じギター型。
ピコに外見が似ているが真相は不明。
ゾーイ
声：石田彰
グラビリン帝国の支配者でU-1から「伝説のギタル」を奪い、宇宙を征服しようと企む。
カズヤに外見が似ているが真相は不明。
長老ミランダ
声：龍田直樹
パンパス
声：吉竹範子
悪魔の格好をしたキャラクター。ギタルはオノ型。
ベン-K
ギタル星に向かうU-1を迎撃するために送り込まれた、宇宙＆地上戦闘用のロボキャラ。
ギタルはレコードプレーヤー型。
フライング・オー
UFO型のキャラクター。チビクンと呼ばれる配下がいる。ギタルはオルガン型。
グレゴーリオ・ヴィルヘルムⅢ
声：私市淳
本名グレゴーリオ・ジークフリート・ヴィルヘルムⅢ。ギタルはパイプオルガン型。

ウーハー・ジェット

ユン

眠眠
声：進藤尚美
ゾーイの愛猫、公式によると性別はメス。

## スタッフ
- キャラクター・デザイン:326